# HD212714
HD212714 — хімічно пекулярна зоря спектрального класу A0, що має видиму зоряну величину в смузі V приблизно  8,7.
Вона  розташована на відстані близько 1393,8 світлових років від Сонця.

## Пекулярний хімічний склад
Зоряна атмосфера HD212714 має підвищений вміст 
Si
.